# Le Manoir du diable
Le Manoir du diable je francouzský němý film z roku 1896. Ve spojeném království byl film vydán pod názvem The Devil's Castle a ve Spojených státech pod názvem The Haunted Castle.

## Děj
Film začíná příletem velkého netopýra do hradu. Netopýr se promění na satana, který si přičaruje kotel a pomocníka díky nimž stvoří ženu. Satan poté nechá zmizet kotel, pomocníka i sebe a čeká na příchod lidí.
Do hradu vejdou dva rytíři, satanův pomocník postraší rytíře tak, že jeden z nich uteče. Druhý rytíř zůstává a stane se obětí satanových triků. Nakonec rytíř zažene satana křížem, který najde viset na zdi.